# 荒神陸橋
荒神陸橋（こうじんりっきょう）は、広島県広島市にある道路橋。西日本旅客鉄道（JR西日本）の軌道を越える跨線橋。

## 概要
橋名は三宝荒神から。広島市道天満矢賀線（あけぼの通り）筋の橋。JR広島駅東側にある。
JR山陽本線とJR芸備線の軌道をオーバーパスする跨線橋。この橋の北側をJR山陽新幹線の高架がオーバーパスしている。この地には「愛宕踏切」と呼ばれる開かずの踏切があり、渋滞解消のため1962年（昭和37年）竣工。1973年（昭和48年）山陽新幹線高架が竣工され、現在の状況になった。
南側から荒神橋 - 荒神三叉路 - 荒神交差点 - 荒神陸橋と続くこの区間は、現在市内でも有数の渋滞地点である。市議会でも渋滞解消要望がたびたび挙がるが、下路式アーチ橋という橋自体の構造的な問題に加え、JRを跨線している状況であることから、現橋拡幅にしても架替にしても莫大な時間と費用がかかることが予想されているため市側も改善に二の足を踏む状態で、根本的な問題が解消されないまま現在に至っている。
2009年（平成21年）マツダスタジアム竣工に伴い、周辺道路整備事業が行われ、歩道部階段の整備および南詰の荒神交差点が改良されるなど道路整備が行われた。